# Miss Monde 1994
 (octobre 2018).
Miss Monde 1994, est la 44e élection de Miss Monde, qui s'est déroulée le 19 novembre 1994, qui s'est déroulée à Sun City, en Afrique du Sud. 
87 pays et territoires ont participé à l'élection. L'Afrique du Sud accueille pour la 3e année consécutive la compétition. 
La gagnante est l'indienne Aishwarya Rai, Miss Inde succédant à la jamaïcaine Lisa Hanna, Miss Monde 1993, et devenant ainsi la seconde Miss Inde et la seconde indienne de l'histoire à remporter le titre, 28 ans après Reita Faria en 1966. Sur le plan international, Aishwarya Rai règne la même année aux côtés de Sushmita Sen, Miss Univers 1994, elle-même représentant l'Inde.

## Résultats
| Résultat Final  | Candidates |
| --------------- | --- |
| Miss Monde 1994 | - Inde – Aishwarya Rai |

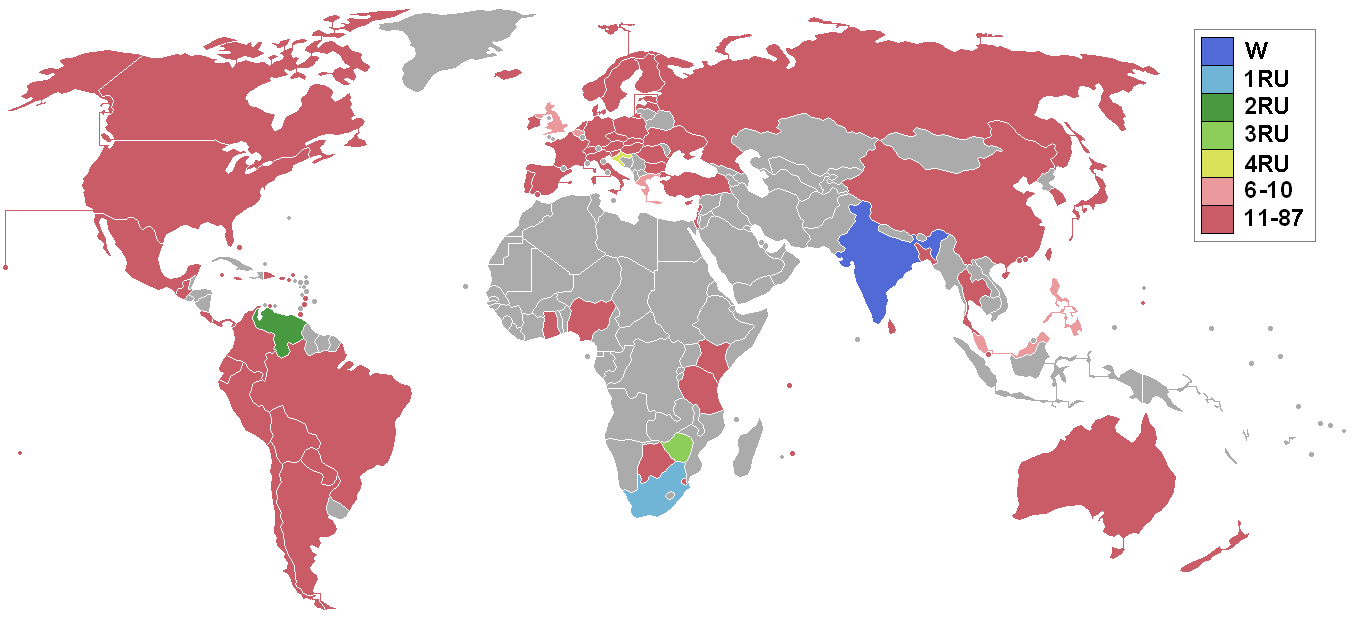
Pays et territoires participants et résultats.

| 1re dauphine    | - Afrique du Sud – Basetsana Makgalemele |
| 2e dauphine     | - Venezuela – Irene Ferreira |
| Top 5           | - Zimbabwe – Angeline Musasiwa - Croatie – Branka Bebic                                                                                                  |
| Top 10          | - Belgique – Ilse De Meulemeester - Grèce – Evi Adam - Malaisie – Rahima Orchient Yayah - Philippines – Caroline Subijano - Royaume-Uni – Mélanie Abdoun |

## Reines de beauté des continents
| Continent      | Candidate                              |
| -------------- | -------------------------------------- |
| Afrique        | Afrique du Sud – Basetsana Makgalemele |
| Amérique       | Venezuela – Irene Ferreira             |
| Asie & Océanie | Inde – Aishwarya Rai                   |
| Caraïbes       | Îles Caïmans – Anita Lilly Bush        |
| Europe         | Croatie – Branka Bebić                 |

## Candidates
| - Afrique du Sud - Basetsana Makgalemele - Allemagne - Marte Helberg - Argentine - Miriam Elizabeth Nahon - Australie - Skye-Jilly Edwards - Autriche - Bianka Engel - Bahamas - Deanna Tamara North - Bangladesh - Anika Taher - Belgique - Ilse de Meulemeester - Bolivie - Mariel Gabriela Arce Taborga - Botswana - Hazel Kutlo Mmopi - Brésil - Valquiria Melnik Blicharski - Bulgarie - Stella Ognianova - Canada - Shawna Roberts - Chili - Yulissa Macarena del Pino Pinochet - Chine - Pan Tao - Colombie - María Eugenia González Ponce de León - Corée du Sud - Chae Yeon-hee - Costa Rica - Silvia Ester Muñoz Mata - Croatie - Branka Bebić - Curaçao - Marisa Corine Bos - Chypre - Johanna Uwrin - Danemark - Sara Maria Wolf - Équateur - Diana Margarita Noboa Gordon - Espagne - Virginia Pareja Garófano - Estonie - Auli Andersalu - Mexico - Claudia Hernández Rodríguez - États-Unis - Kristie Harmon - Finlande - Mia Marianne Forsell - France - Radiah Latidine - Ghana - Matilda Aku Alomatu - Gibraltar - Melissa Berllaque - Grèce - Evi Adam - Guam - Chalorna Freitas - Guatemala - Sonia María Rosales Vargas - Hong Kong - Annamarie Wood Lai-Ming - Hongrie - Timea Farkas - Îles Caïmans - Anita Lilly Bush - Îles Vierges britanniques - Khara Michelle Forbes - Îles Vierges des États-Unis - Jessalyn Pearsall - Inde - Aishwarya Rai - Irlande - Anna Maria McCarthy - Islande - Birna Bragadóttir - Israël - Shirly Swarzberg - Italie - Arianna Novacco | - Jamaïque - Johanna Simone Ulett - Japon - Shinobu Sushida - Kenya - Josephine Wanjiku Mbatia - Lettonie - Daina Tobija - Liban - Lara Badaoui - Macao - Chen Ji-Min - Malaisie - Rahima Orchient Yayah - Mauritanie - Marie Priscilla Mardaymootoo - Nigeria - Susan Hart - Norvège - Anne Lena Hansen - Nouvelle-Zélande - Shelley Jeannine Edwards - Panama - Carmen Lucía Ogando Ginono - Paraguay - Jannyne Elena Peyrat Scolari - Pays-Bas - Joshka Bon - Pérou - Marcia Pérez Marcés - Philippines - Caroline Subijano - Pologne - Jadwiga Flank - Portugal - Leonor Filipa Correia Leal Rodrigues - Porto Rico - Joyce Marie Giraud Mojica - République dominicaine - Claudia Franjul González - République tchèque - Lenka Belickova - Roumanie - Leona Dalia Voicu - Royaume-Uni - Mélanie Abdoun - Russie - Anna Malova - Sainte-Lucie - Yasmine Lyndell Walcott - Saint-Vincent-et-les-Grenadines - Cornise Yearwood - Seychelles - Marquise David - Singapour - Pickard Angela Lee Kim Mei - Slovaquie - Karin Majtanova - Slovénie - Janja Zupan - Sri Lanka - Nushara Rusri Pramali Fernando - Suède - Sofia Andersson - Suisse - Sarah Briguet - Swaziland - Stephanie Wesselo - Tahiti - Vaea Christine Sandra Olanda - Taïwan - Joanne Wu Chung-Chun - Tanzanie - Aina William Maeda - Thaïlande - Patinya Thongsri - Trinité-et-Tobago - Anabel Thomas - Turquie - Pinar Altug - Ukraine - Nataliya Vasyliyivna Kozytska - Venezuela - Irene Ferreira - Zimbabwe - Angeline Musasiwa |

## Observations

### Replacements
- Russie - Yulia Alekseeva, première dauphine de Miss Europe 1993, parce que l'organisation de Miss Monde ne l'a pas acceptée comme candidate. Elle a été remplacée par Anna Malova.